# Chasmatonotus univittatus
Chasmatonotus univittatus är en tvåvingeart som beskrevs av Daniel William Coquillett 1900. Chasmatonotus univittatus ingår i släktet Chasmatonotus och familjen fjädermyggor. Inga underarter finns listade i Catalogue of Life.